# Kránicz Richárd
Kránicz Richárd (Marcali, 1988. augusztus 2. –) magyar színész.

## Életpályája
2012–2017 között a Kaposvári Egyetem színművész szakán tanult. 2017-től a debreceni Csokonai Színház tagja. 2014-től a Dream of Insomnia nevű progresszív metál formációban énekel.

## Színházi szerepei
- Petőfi Sándor: János vitéz – A török basa fia
- Molnár Ferenc: Fekete ég – A fehér felhő
- Witold Gombrowicz: Operett  – Lakáj
- Vörösmarty Mihály: Csongor és Tünde – Balga
- Szörényi Levente – Bródy János: Kőműves Kelemen – Gyula
- Stefo Nantsou – Tom Lycos: Kövek – Shy Boy, Quinn nyomozó
- Weöres Sándor: Psyché
- Gimesi Dóra-Jeli Viktória-Tasnádi István-Vészits Andrea: Időfutár – Bulcsú
- Závada Pál: Jadviga párnája – Buchbinder Miki
- Anton Pavlovics Csehov: Három nővér – Rode Vlagyimir Karlovits, zászlós
- Andri Snær Magnason: A Kékbolygó története –  Brimir
- Győri Katalin – Győri L. János: Menekülők – Miska deák, a debreceni diákok szkríbája
- Fjodor Mihajlovics Dosztojevszkij: Idióta – Lebegyev
- Presser Gábor-Sztevanovity Dusán: A padlás – Rádiós
- Menchell – Black – Wildhorn: Bonnie & Clyde – Ted Hinton
- Mikó Csaba: Az ifjú Mátyás – Behemót, Mátyás barátja, Kinizsi Pál
- William Shakespeare: Lear – Burgund hercege
- Pass Andrea: Imágó
- Don Quijote – Az utolsó álom: Borbély, Gályarab, Hajcsár, Udvaronc
- Zalán Tibor: unferlédi – Barna, kerületi rendőrkapitány/ Dorogi, Lilla apja
- William Shakespeare: Hamlet – Horatio, Polonius
- Arany János: Toldi – Toldi Miklós, Ricsi
- L. Frank Baum – Harold Arlen – E.Y. Harburg: Óz, a csodák csodája – Bádogember / Hickory
- Mikó Csaba: Herkules – A kezdetek – Herkules
- Francis Veber: Balfácánt vacsorára – Cheval
- Szabó Magda: Für Elise – Arhur, Magda unokatestvére
- Mihail Sebastian: Névtelen csillag – Udrea
- Eugéne Ionesco: Makbett – Szerzetes, Sebesült katona
- Szirmai - Bakonyi - Gábor - Békeffy - Kaszó: Mágnás Miska - Miska, a lovász
- J.B. Moliére - J.B. Lully: Úrhatnam polgár - Zenetanár
- F. M. Dosztojevszkij: Ördögök -  Fetyka, Ljamsin
- Charles Dickens - Lionel Bart: Oliver! - Bill Sykes
- Dés László - Geszti Péter - Grecsó Krisztián: A Pál utcai fiúk - Áts Feri

## Filmes és televíziós szerepei
- Eljövetel (2013)
- Egynyári kaland (2018)
- Mellékhatás (2023) – Betegszállító
- …a szomszéd tehene (2024) – Gál Sebestyén
- Bonus Trip (2024)

## Díjak
- Ígéretes pályakezdő díj (2022)
- Nívódíj (2023)
- Az év színésze 2022/23. – HAON közönségdíj
- Kardos Géza Alapítvány különdíj (2024)